# Готовцев, Дмитрий Валерианович
Дмитрий Валерианович Готовцев (1824—1915) — русский государственный деятель; сенатор, товарищ министра внутренних дел. 

## Биография
Родился 7 (19) октября 1824 года. Происходил из дворян Костромской губернии. Учился в Императорском училище правоведения, после окончания которого в 1843 году, в течение 14-ти лет служил по судебному ведомству, занимал должности секретаря 1-го департамента и общего собрания Правительствующего сената, товарища председателя подольской палаты уголовного суда; был прокурором в губерниях: Подольской, Херсонской, Архангельской, Витебской и Гродненской.
В 1857 году по приглашению министра государственных имуществ Михаила Николаевича Муравьёва, он перешёл на службу в ведомство этого министерства и управлял сначала Минской, а потом Пензенской палатой государственных имуществ; 31 июля 1863 года был произведён в действительные статские советники. Затем в 1865 году, по ходатайству статс-секретаря Милютина, был причислен к министерству и откомандирован в его распоряжение Царство Польское, где он заведовал отделением судоустройства в Высочайше учреждённой комиссии, а также делами Варшавского комитета по пребыванию в Царстве Польском губернских и уездных управлений и состоял членом комитета о разделении края на губернии и уезды.
В 1866 году Готовцев был назначен председателем юридической комиссии и членом правительственной комиссии, а в 1867 году членом учредительного комитета, с оставлением в прежних должностях. С 19 февраля 1870 года имел чин тайного советника, 1 апреля 1871 года стал сенатором Варшавских департаментов Сената, с причислением для занятий по законодательным вопросам, касающихся Царства Польского, ко 2-му отделению собственной Его Величества Канцелярии.
В период с 1877 по 1881 год он находился на лечении за границей. Был председателем Комитета ο евреях, выработавшего «Временные правила 3 мая 1882 г.»
Умер в 1915 году.

## Награды
- орден Св. Анны 2-й ст. (1860)
- орден Св. Владимира 3-й ст. (1862)
- орден Св. Станислава 1-й ст. (1867)
- майорат в Царстве Польском

## Рекомендуемая литература
- РГИА. Ф 1627. — 106 ед. хр. (1881—1913).